# Головкин, Пётр Гаврилович
Граф Пётр Гаври́лович Голо́вкин (1768—1821) — российский государственный деятель, сенатор. Камергер (1797) и тайный советник (1800). Обер-егермейстер Императорского Двора (1817). Правнук канцлера Г. И. Головкина, внук его старшего сына, графа А. Г. Головкина.

## Биография
Сын графа Гавриила (Габриэль-Мари-Эрнест) Александровича Головкина (1731—1800), генерал-лейтенанта, состоявшего на службе в Голландии, и Аполлонии Эртенг (1743—1785), происходившей из знатного голландского рода баронов де-Маркетт. Братья — Фёдор, литератор и мемуарист; посланник в Неаполе и Юрий, действительный тайный советник и обер-камергер.
На военной службе с 1783 года, офицером с 1787 года. В 1790 году произведён в капитан-лейтенанты. С 1797 года  — камергер при дворе великого князя Александра Павловича. В 1800 году произведён в тайные советники и в чине егермейстера назначен сенатором, присутствующим в Третьем департаменте Правительствующего сената.
Был удостоен придворного звания «в должности гофмаршала». В 1817 году произведён в обер-егермейстеры. Был награждён российскими орденами вплоть до ордена Святого Александра Невского, пожалованного ему 30 августа 1814 года.

## Брак
Жена Софья Демидова (1766—1831) — статс-дама, благотворительница, кавалерственная дама ордена Святой Екатерины, дочь А. Г. Демидова.